# Ochthebius wuzhishanensis
Ochthebius wuzhishanensis es una especie de escarabajo del género Ochthebius, familia Hydraenidae. Fue descrita científicamente por Jaech en 2003.
Se distribuye por China. Mide 1,4 milímetros de longitud. Se ha encontrado a altitudes de hasta 650 metros.